# Sirsoe methanicola
Sirsoe methanicola (Synonym Hesiocaeca methanicola), auch unter dem Namen Eiswurm bekannt, ist eine auf Methanhydratfeldern vorkommende, polyextremophile Art der Vielborster (Polychaeta). Die Erstbeschreibung erfolgte 1998 durch Daniel Desbruyères und André Toulmond.

## Beschreibung und Lebensweise

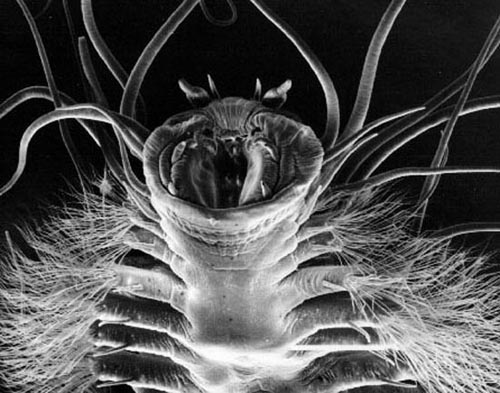
Mundöffnung von Sirsoe methanicola

Der Polychaet wurde 1997 von dem Marinebiologen Charles R. Fisher bei einer Forschungsfahrt mit einem Johnson Sea Link Tiefseetauchboot in 800 Meter Tiefe am Grund des Golfs von Mexiko, 240 km südlich von New Orleans, entdeckt. Sirsoe methanicola besetzte hier die Oberfläche des Methanhydrats mit einer Individuendichte von etwa 2500 Exemplaren pro Quadratmeter.
Der flache Körper von Sirsoe methanicola ist 2–4 cm lang, blassrosa gefärbt und dicht mit Borsten besetzt. Der trichterförmige Mund hat einen Durchmesser von etwa 2 mm. Im Lebensraum von Sirsoe methanicola herrschen Sauerstoffarmut, tiefe Temperaturen (7 °C) sowie extremer Druck, Bedingungen, an die dieser Tiefseewurm offenbar sehr gut angepasst ist. Noch ungeklärt ist, ob sich der Wurm direkt von methanophilen Bakterien oder über eine symbiotische Lebensgemeinschaft, ähnlich wie bei Bartwürmern, ernährt.
In von Fisher durchgeführten Experimenten überlebte der Wurm in einer anoxischen Umgebung bis zu 96 Stunden. Fisher konnte in Experimenten zeigen, dass sich die Larven des Wurms mit der Strömung ausbreiten und ihnen zur Suche einer neuen Lebensumgebung 20 Tage Zeit bleiben, die sie ohne Nahrungsaufnahme überleben können.

## Verbreitung

Bekannte und vermutete Lagerstätten von Methanhydrat an den Kontinentalrändern und in Permafrostböden

Sirsoe methanicola wurde bisher nur im Golf von Mexiko gefunden, aufgrund der weltweiten Verbreitung von Methanhydratfeldern und deren noch bruchstückhaften Erforschung ist die Größe des Verbreitungsgebietes noch zu klären.

## Systematik
Die Erstbeschreibung von Sirsoe methanicola wurde 1998 von den französischen Zoologen Daniel Desbruyères und André Toulmond vorgelegt, damals noch als Hesiocaeca methanicola. Ebenfalls 1998 beschrieb Frederik Pleijel die neue Gattung Sirsoe für die Art Orseis grasslei und für die seit ihrer Entdeckung im Vorjahr als Sirsoe A oder ice worm bezeichnete Art. Der Name Sirsoe methanicola hat sich durchgesetzt.